# Roland (Arkansas)
Pour les articles homonymes, voir Roland (homonymie).
Roland est une census-designated place du comté de Pulaski, dans l’État américain de l'Arkansas.